# Pop Pop
| Recensione                        | Giudizio |
| --------------------------------- | -------- |
| AllMusic                          | [ 2 ]    |
| The New Rolling Stone Album Guide | [ 3 ]    |
| Piero Scaruffi                    | [ 4 ]    |
| Ondarock                          | [ 5 ]    |
| Dizionario del Pop-Rock           | [ 6 ]    |
| 24.000 dischi                     | [ 7 ]    |

Pop Pop è un album della cantante statunitense Rickie Lee Jones, pubblicato dalla casa discografica Geffen Records nel settembre del 1991.
Tutte le tracce contenute nell'album sono cover in versione acustica.

## Tracce

### CD
1. My One and Only Love – 5:54 (Robert Mellin, Guy Wood)
2. Spring Can Really Hang You Up the Most – 3:56 (Fran Landesman, Tommy Wolf)
3. Hi-Lili Hi-Lo – 3:38 (Helen Deutsch, Bronislau Kaper)
4. Up from the Skies – 4:30 (Jimi Hendrix)
5. Second Time Around – 4:50 (Sammy Cahn, James Van Heusen)
6. Dat Dere – 4:07 (Oscar Brown Jr., Bobby Timmons)
7. I'll Be Seeing You – 3:14 (Irving Kahal, Sammy Fain)
8. Bye Bye Blackbird – 2:22 (Mort Dixon, Ray Henderson)
9. The Ballad of the Sad Young Men – 4:22 (Fran Landesman, Tommy Wolf)
10. I Won't Grow Up – 3:11 (Carolyn Leigh, Mark Charlap)
11. Love Junkyard – 4:10 (David Weiss, John Keller)
12. Comin' Back to Me – 5:35 (Marty Balin)

## Musicisti
My One and Only Love
- Rickie Lee Jones - voce
- Robben Ford - chitarra acustica in corde di nylon
- Dino Saluzzi - bandoneón
- Charlie Haden - contrabbasso
- Greg Penny - ingegnere delle registrazioni

Spring Can Really Hang You Up the Most
- Rickie Lee Jones - voce
- Robben Ford - chitarra acustica in corde di nylon
- Charlie Haden - contrabbasso
- Greg Penny - ingegnere delle registrazioni

 Hi-Lili Hi-Lo
- Rickie Lee Jones - voce
- Robben Ford - chitarra acustica in corde di nylon
- Dino Saluzzi - bandoneón
- Charlie Haden - contrabbasso
- Greg Penny - ingegnere delle registrazioni

Up from the Skies
- Rickie Lee Jones - voce
- Robben Ford - chitarra acustica in corde d'acciaio
- Michael O'Neil - chitarra acustica in corde di nylon
- John Leftwich - contrabbasso
- Jon Ingoldsby - ingegnere delle registrazioni

Second Time Around
- Rickie Lee Jones - voce
- Robben Ford - chitarra acustica in corde di nylon
- Steve Kindler - violino
- John Leftwich - contrabbasso
- John Eden - ingegnere delle registrazioni

Dat Dere
- Rickie Lee Jones - voce
- Robben Ford - chitarra acustica in corde di nylon
- Joe Henderson - sassofono
- John Leftwich - contrabbasso
- Walfredo Reyes - rullante, bongos
- David Was - accompagnamento vocale-cori
- Greg Penny - ingegnere delle registrazioni

I'll Be Seeing You
- Rickie Lee Jones - voce
- Robben Ford - chitarra acustica
- Bob Sheppard - clarinetto
- John Leftwich - contrabbasso
- John Eden - ingegnere delle registrazioni

Bye Bye Blackbird
- Rickie Lee Jones - voce
- Joe Henderson - sassofono
- John Leftwich - contrabbasso
- Walfredo Reyes - spazzole
- Greg Penny - ingegnere delle registrazioni

The Ballad of the Sad Young Men
- Rickie Lee Jones - voce
- Robben Ford - chitarra acustica in corde di nylon
- Dino Saluzzi - bandoneón
- Charlie Haden - contrabbasso
- Greg Penny - ingegnere delle registrazioni

I Won't Grow Up
- Rickie Lee Jones - voce, arrangiamento parti vocali
- Robben Ford - chitarra acustica in corde di nylon
- Charlie Haden - contrabbasso
- Terry Bradford e Donny Gerrard - accompagnamento vocale-cori
- Greg Penny - ingegnere delle registrazioni

Love Junkyard
- Rickie Lee Jones - voce, arrangiamento strumenti a fiato
- Robben Ford - chitarra acustica in corde di nylon
- Michael O'Neill - chitarra acustica in corde di nylon
- Bob Sheppard - sassofono tenore
- Charley Shoemake - vibrafono
- John Leftwich - contrabbasso
- David Was - bottles, junk
- Walfredo Reyes - bongos, shaker
- April Gay e Arnold McCuller - accompagnamento vocale-cori
- John Eden - ingegnere delle registrazioni

Comin' Back to Me
- Rickie Lee Jones - voce, chitarra acustica a 6 e 12 corde
- Michael Greiner - ghironda, armonica a bicchieri
- John Leftwich - contrabbasso
- Greg Penny - ingegnere delle registrazioni

Note aggiuntive
- Rickie Lee Jones e David Was - produttori
- Patty Wicker - assistente alla produzione
- Registrazioni effettuate al Topanga Skyline Recording, Topanga (California)
- Greg Penny - ingegnere delle registrazioni (brani: Nr. 1 / 2 / 3 / 6 / 8 / 9 e 10)
- Jon Ingoldsby - ingegnere delle registrazioni (brano: Nr. 4)
- John Eden - ingegnere delle registrazioni (brani: Nr. 5 / 7 e 11)
- Luis Quine - secondo ingegnere delle registrazioni
- Mastering di Bernie Grundman
- Annalisa - foto copertina album
- Kevin Regan - art direction e design copertina album[8]

## Classifica
Album
| Anno | Classifica               | Posizione raggiunta |
| ---- | ------------------------ | ------------------- |
| 1991 | Billboard 200            | 121                 |
| Anno | Contemporary Jazz Albums | 8                   |
| 1991 | Top Album Sales          | 121                 |